# Нововодолажский район
Нововодола́жский либо Ново-Водолажский райо́н (укр. Нововодолазький район) — упразднённая административная единица на западе Харьковской области УССР, с 1991 Украины. Административный центр — посёлок городского типа Новая Водолага. С октября 1967 года к Нововодолажскому району был присоединен Староверовский район. В июле 2020 года в рамках украинской реформы по новому делению Харьковской области район был ликвидирован.

## География
Площадь территории — 1182,74 км² (3,8 % территории Харьковской области).
Район размещен в юго-западной части Харьковской области и граничит с Харьковским, Змиевским, Первомайским, Кегичевским, Красноградским и Валковским районами. Расстояние от районного центра до города Харькова — 52 км.
По территории района протекают 12 рек, наибольшая из которых — Мжа.

## История
Нововодолажский район был образован Постановлением Президиума Всеукраинского Центрального исполнительного комитета в 1923 году.
Слобода Новая Водолага была основана примерно в 1675 году харьковским полковником Григорием Донцом как крепость. «Адалага» в переводе с тюркского — «хозяин чистой воды». Новая Водолага размещается в долине реки Ольховатка (река) (бассейн Северского Донца).
Слобода Новая Водолага была одним из форпостов на южных границах Российского государства. Новая Водолага лежала на Муравском шляху и жители слободы немало терпели от татарских набегов. В 1689 году татары напали и разрушили Новую Водолагу, угнали людей в неволю. В 1694 году Нуреддин-султан с 15-ти тысячной ордой татар и отрядом янычар грабит и разоряет обе Водолаги — Старую и Новую. В конце 1670-х годов были построены крепости так называемой Новой линии (в 1679—1680 годах).
В 1724 году в Новой Водолаге насчитывалось 382 двора, а в 1730 году в слободе проживало 4900 жителей. В 1732 году тут было две церковно-приходских школы и в 1749 году открыли славяно-латинское училище.
В 1775 году Новая и Старая Водолаги, Караван были присоединены к Азовской губернии.
Жители Новой Водолаги занимались выделкой шкур, изготовлением шорных изделий, пошивом обуви, одежды и головных уборов, винокурением, садоводством и гончарным промыслом. Также активно развивалось домашнее производство сельскохозяйственных орудий, столярных и бондарных изделий. В 1780 году в слободе было 18 кузниц и 34 винокурни. На базе месторождения ценной глины развивалось гончарное производство. Высококачественная с художественным оформлением посуда нововодолажских гончаров славилась далеко за пределами Харьковской губернии.
Со второй половины ХVІІІ столетия на Слобожанщине развивалось шелководство, центром которого стала Новая Водолага. Тут был построен завод, который имел помещения для разведения шелкопрядов и оборудование для обработки шёлка.

В 1773 году по указу Екатерины ІІ в Новой Водолаге было создано губернское управление по шелководству, в 1800 году его ликвидировали и создали инспекцию по шелководству для Слободско-Украинской губернии. Под надзором этой инспекции находились 23 плантации. В 1835 году из-за сильных морозов погибли тутовые деревья, шелководство пришло в упадок, но слобода продолжала развиваться.
В начале XIX столетия в кустарной промышленности Новой Водолаги значительное место занимала переработка животных жиров.

Новая Водолага также славилась чумацким промыслом. Даже в 1880-х годах, когда в связи с появлением железной дороги чумацтво стало приходить в упадок, местные жители не прекращали связей с Крымским полуостровом.
В середине 1920-х годов 5,4 % жителей Новой Водолаги занимались кустарным промыслом, а 91,4 % — сельским хозяйством.
19 октября 1941 года в Новую Водолагу пришли немецко-фашистские оккупанты. А ещё за месяц до этого на территории района был сформирован партизанский отряд из 58 бойцов. Командиром отряда стал председатель колхоза имени Фрунзе С. О. Лыба, комиссаром — секретарь райкома партии Е. П. Иванов.
Весной 1942 года, когда Красная Армия готовилась к наступлению, отряд получил задание пройти в глубокий тыл врага и своими действиями способствовать успеху операций регулярных частей. 20 мая нововодолажские партизаны перешли линию фронта и 23 мая в Змиёвских лесах объединились с партизанским отрядом, которым руководил Герой Советского Союза И. И. Копёнкин. Через несколько дней объединённый отряд появился в Нововодолажских лесах и развернул боевые действия против захватчиков. 29 мая 1942 года среди белого дня партизаны вступили в Новую Водолагу. Захватили коменданта с его охраной.
Новую Водолагу окончательно освободили от захватчиков 14 сентября 1943 года. Всего за годы оккупации немецко-фашистскими войсками было уничтожено 580 жителей района, вывезено в Германию — 5737 человек. Воевали на фронтах около 7 тысяч человек, из которых погибло около 3 тысяч.
17 июля 2020 года в рамках украинской административно-территориальной реформы по новому делению Харьковской области район был ликвидирован; его территория и его части присоединены к Красноградскому и Харьковскому районам.

## Административное устройство
Район включает в себя:
| - Поселковых советов: 2 - Сельских советов: 13 | - Посёлков городского типа: 2 - Посёлков: 1 - Сёл: 55 |

### Местные советы
| Нововодолажский поселковый совет Борковский поселковый совет Ватутинский сельский совет Знаменский сельский совет Караванский сельский совет Мелиховский сельский совет Одрынский сельский совет Ордовский сельский совет | Охоченский сельский совет Просянский сельский совет Ракитненский сельский совет Сосоновский сельский совет Станичненский сельский совет Староверовский сельский совет Староводолажский сельский совет |

### Населённые пункты
| с. Бахметовка с. Белоусовка пгт Борки с. Бражники с. Бродок с. Василевское с. Ватутино с. Винники с. Гавриловка с. Головновка с. Гуляй Поле с. Дегтярка с. Дереговка с. Дьячковка с. Завадовка с. Знаменка с. Караван с. Клиновое с. Ключеводское с. Княжное с. Круглянка | с. Кут с. Липковатовка с. Литовки с. Лихово с. Ляшовка с. Мануйлово с. Мокрая Ракитная с. Москальцовка с. Моськовка с. Муравлинка с. Низовка с. Николаевка пгт Новая Водолага с. Новая Мерефа с. Новопросянское с. Новоселовка с. Одрынка с. Ольховатка с. Ордовка с. Охочее | с. Павловка пос. Палатки с. Парасковия с. Печиевка с. Пластуновка с. Просяное с. Ракитное с. Раковка с. Слобожанское с. Сосоновка с. Станичное с. Старая Водолага с. Староверовка с. Стулеповка с. Федоровка с. Червоная Поляна с. Щебетуны |

#### Ликвидированные населённые пункты
| с. Барабаши с. Белицковка с. Запорожское с. Зелёный Гай с. Иваненки с. Капоновка | с. Каравановка с. Ковалевка с. Лысый Горб с. Онацковка с. Пересол с. Пивневка | с. Подкопаи с. Рапсище с. Ростыня с. Свердлово с. Цацковка с. Червоносов |

## Экономика

### Сельское хозяйство
Площадь сельскохозяйственных угодий (по всем товаропроизводителям, включая подсобные хозяйства) 92597 га, в том числе:
- пашни 75090 га — 81 %;
- пастбища 12583 га — 14 %;
- сенокосы 3596 га — 4 %.

Структура сельскохозяйственного производства:
- растениеводство — 63 %;
- животноводство — 37 %.

Основные направления производства в растениеводстве — выращивание зерновых (50 %), технические культуры (16 %). Основные направления производства в животноводстве — выращивание КРС мясомолочного направления, а также свиноводство и птицеводство.

### Промышленность
- промышленность добывающая — 65 %;
- строительных материалов — 30 %;
- пищевая — 5 %.

## Объекты социально-культурной сферы
Учреждения образования:
- Липковатовский аграрный колледж;
- Ракитненский профессиональный аграрный лицей;
- филиал Харьковского колледжа кадров управления;
- Нововодолажский лицей Нововодолажского районного совета;
- Нововодолажская гимназия Нововодолажского районного совета;
- общеобразовательные учебно-воспитательные заведения (всего) — 30 единиц;
- дошкольные — 13 единиц.

Медицинские учреждения:
- Центральная районная больница — 1;
- участковые больницы — 3;
- врачебные амбулатории — 2;
- амбулатории семейного врача — 7;
- фельдшерско-акушерские пункты — 22.

Заведения культуры:
- библиотеки — 32;
- Дома культуры, клубы — 23;
- памятники истории и культуры — 86;
- музеи — 3;
- Детская школа искусств.

Спортивные объекты:
- ДЮСШ (отдела образования);
- МФОК «Колос»;
- стадион — 1;
- спортивные площадки — 64;
- футбольные поля — 22;
- стрелковые тиры — 10;
- спортивные залы — 18;
- приспособленные помещения для физкультурно-оздоровительных занятий — 14, в том числе, 5 тренажёрных залов;
- гимнастические городки — 23.

К районным СМИ относятся: районная радиокомпания, газета «Вести Водолажчины» и
газета Нововодолажского поселкового совета «Водолажский курьер».

## Достопримечательности
- Археологические:
  - Около села Караван находится одно из интереснейших археологических мест — скифское городище, где прослеживается наистарейшая культура — трипольская. Вблизи села Мелиховка археологами найдены остатки следов III—IV столетий.
- Исторические:
  - Около села Николаевка проходила линия укреплений против нападений крымских татар, сооружённая в первой половине XVIII столетия. Остатки оборонительного вала сохранились до наших дней.
- Архитектурные:
  - В селе Ракитное есть два архитектурных памятника: дворец, построенный в стиле русского классицизма (середина XVIII столетия), и церковь, возведённая в 1805 году.
- Места, связанные с выдающимися личностями:
  - Район славится как родина двух известных литераторов: И. Д. Мироненко (родился в Новой Водолаге в 1960 году) и С. П. Хмелевого (1896—1941).

## Религия
В Нововодолажском районе зарегистрировано 20 религиозных общин:
- Свято-Преображенская УПЦ (с. Новая Водолага);
- Архангела Михаила УПЦ (с. Ракитное);
- Ионо-Богословская УПЦ (с. Староверовка);
- Свято-Троицкая УПЦ (с. Охочее);
- Адвентистов седьмого дня (с. Новая Водолага);
- Евангельских христиан-баптистов (с. Княжное);
- Евангельских христиан-баптистов (с. Печиевка);
- Свято-Николаевская УПЦ (с. Николаевка);
- Петра и Павла УПЦ (с. Сосоновка);
- Евангельских христиан-баптистов (с. Новая Водолага);
- Иоанно-Предтечинская УПЦ (с. Просяное);
- Кресто-Воздвиженская УПЦ Киевского Патриархата (с. Новоселовка);
- Иконы Знамения Божьей Матери УПЦ (с. Знаменка);
- Воздвижения Честного и Животворящего Креста Господнего УПЦ (с. Новоселовка);
- Святого Иоанна Крестителя УПЦ (с. Станичное);
- Адвентистов седьмого дня (с. Знаменка);
- Свято-Николаевская УПЦ (с. Липковатовка);
- Христиан веры евангельской «Благовест» (с. Новая Водолага);
- Христиан веры евангельской — пятидесятников «Благовест» (с. Староверовка);
- Христиан веры евангельской — пятидесятников «Благовест» (с. Станичное).

## Известные люди
- Щербак, Александр Васильевич — Герой Советского Союза.